# سیارک ۸۵۳۷
سیارک ۸۵۳۷ (به انگلیسی: 8537 Billochbull، نامگذاری:1993FG24) هشت هزار و پانصد و سی و هفتمین سیارک کشف شده‌است که در ۲۱ مارس ۱۹۹۳ کشف شد.
قدر مطلق سیارک برابر ۱۲٫۳۰ است.